# Wright County (Minnesota)
 For alternative betydninger, se Wright County. (Se også artikler, som begynder med Wright County)
Wright County er et county i den amerikanske delstat Minnesota. Wright County ligger i de centrale dele af delstaten og grænser op til Sherburne County i nordøst, Hennepin County i øst, Carver County i sydøst, McLeod County i sydvest, Meeker County i vest og mod Stearns County i nordvest.
Wright Countys totale areal er 1.850 km², hvoraf 139 km² er vand. I 2000 havde Wright County 89.986 indbyggere. Det administrative ligger i byen Buffalo.
Amtet har fået sit navn efter politikeren Silas Wright.
45°11′N 93°58′V / 45.18°N 93.97°V